# Jhangeli

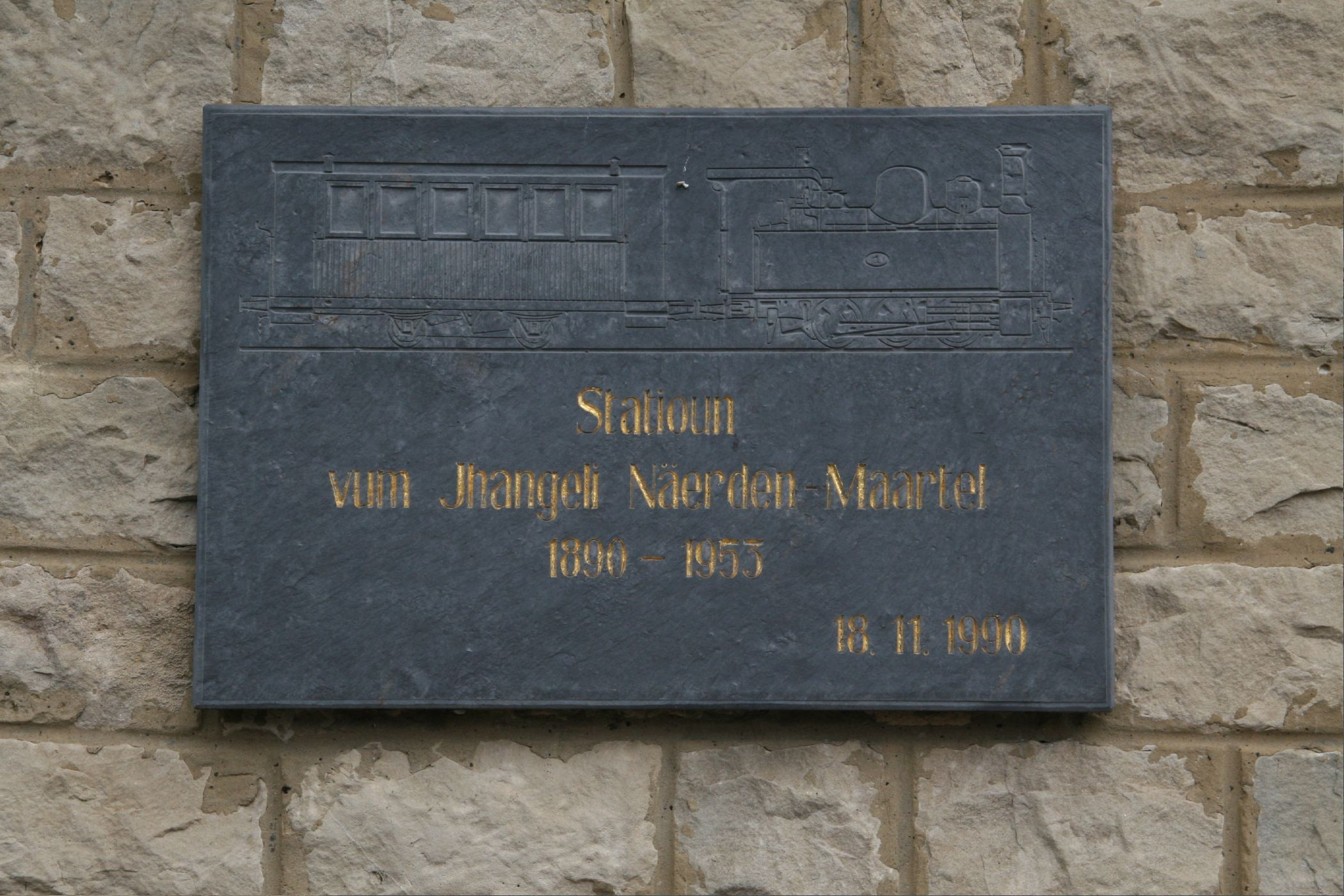
Erinnerungstafel am Bahnhof Nidderpallen

Jhangeli war die Bezeichnung für ein Netz von Schmalspurbahnen in Luxemburg. Der Name wurde nie offiziell benutzt, sondern wurde vom Volksmund geprägt.
Einige Strecken wurden durch den luxemburgischen Staat finanziert, indem privaten Eisenbahngesellschaften Eisenerzlager zur Exploration angeboten wurden. Der Erlös der Erze sollte den Bau und den Unterhalt der jeweiligen Strecke finanzieren. So wurden beispielsweise für die Strecke Luxemburg–Remich pro gebautem Bahnkilometer 3 1/3 ha Erzfeld zugeteilt. Die Nutzung dieser Strecken wurde auf 95 Jahre festgelegt. Danach sollte sämtliche Infrastruktur auf den Staat übergehen.
Neben Erz wurden auf den Strecken auch andere Wirtschaftsgüter befördert, so zum Beispiel Gips auf der Strecke zwischen Luxemburg und Remich. Daneben fand auf allen Strecken auch Personenbeförderung statt. So wurden die Strecken ein wichtiger Faktor für die Dorfentwicklung.

## Strecken
Die Strecken verliefen überwiegend parallel zu den Überlandstraßen. Nur in Ausnahmefällen – beispielsweise bei starken Gefällestrecken – wurden eigenständige Trassen gebaut. In Luxemburg-Stadt war Endstation auf dem Bahnhofsvorplatz des Hauptbahnhofes.
Die folgende Tabelle enthält die Streckendaten mit Eröffnung und Schließung des Personenverkehrs. Die mit * gekennzeichneten Strecken hielten die Strecken für den Güterverkehr einige Monate länger offen.
- Cruchten–Larochette 20. Februar 1882 – 2. Mai 1948
- Larochette–Steinbrüche Ernzen 15. Mai 1935 – 2. Mai 1948
- Luxemburg–Remich 18. Februar 1882 – 22. Mai 1955
- Diekirch–Vianden (Kantonalbahn) 9. April 1889 – 2. Mai 1948
- Nördingen–Martelingen (Kantonalbahn) 24. November 1890 – 15. Februar 1953*
- Aspelt–Bettemburg 1. September 1899 – 28. Dezember 1952*
- Luxemburg–Echternach 20. April 1904 – 12. Juni 1954*
- Grundhof–Steinbrüche Befort, kein Personenverkehr
- Steinbrüche Befort–Befort 5. November 1911 – 2. Mai 1948